# Камионџије д. о. о. (2. сезона)
Друга сезона хумористичке телевизијске серије Камионџије д. о. о.  емитована је oд 8. јануара до 13. фебруара 2022. на РТС 1. 
Друга сезона се састоји од 12 епизода.

## Радња
Таман када су помислили да су све своје животне и љубавне проблеме решили у двадесет епизода првог серијала, те очекивали улазак у финансијски мирније воде, кола им поново крећу низбрдо. 
Баја је желео да новцем од продаје свог стана купи нови камион, који је требало да им буде главно средство за рад, али бива преварен, а лакомислена улагања Жићиног таста, популарног Грче Јарца, довешће читаву породицу на ивицу егзистенције.
Након што је изигран за камион, Баја се физички разрачунава са преварантом Тровачем, и том приликом му наноси тешке телесне повреде. Због тога завршава у затвору и суђење је у току.
Сувишно је рећи да ни у љубави не цветају руже. Ни брак између Грче и Милице није опстао и он се враћа код своје ћерке Даре, тако да их је сада деветоро у малој кући. Појављују се и нови негативци, који прете читавом граду.
Лазар, бахати директор корпорације купује све око себе, ведри и облачи крајем, и сви наши јунаци, хтели или не, зависе од његових одлука. Да све буде још црње, чини се да је Лазар "бацио око" на Дару, па је читава породица на искушењу. 
Извршитељи прете избацивањем, деца у школи са својим проблемима, велики дугови, посао слабо иде... Има ли краја мукама наших Камионџија?

## Улоге

### Главне
- Ненад Јездић као Предраг Бабурић
- Тихомир Станић као Живорад Грујић
- Паулина Манов као Дара Грјуић
- Бранислав Зеремски као Ђорђе Грчић
- Анка Гаћеша као Невенка Грчић
- Марко Гверо као Грга Мурињо
- Тања Пјевац као Зока Станисављевић

### Епизодне
- Небојша Илић као Родољуб Станиславковић (епизоде 2, 7, 11−12)
- Јована Гавриловић као Авдика Јовановић (епизоде 3, 7, 10 и 12)
- Небојша Миловановић као иследник Максимовић (епизоде 1, 5 и 11)
- Слободан Нинковић као Бата Крњаја (епизоде 2 и 9−10)
- Андреј Шепетковски као Реџиналд Јовановић "Реџа" (епизоде 2, 5, 7 и 10)

## Епизоде
| Бр. еп. (укупно) | Бр. еп. (у сезони) | Наслов | Редитељ       | Сценариста        | Премијера         |
| --- | ------------------ | ------ | ------------- | ----------------- | ----------------- |
| 21 | 1                  |        | Филип Чоловић | Владимир Ђурђевић | 8. јануар 2022.   |
| Жића се са породицом преселио у викендицу. За то време, Баја, Жићин пословни партнер, са којим је возио камион, налази се у затвору, јер је употребио прекомерну силу над једним преварантом. Баја нема новца да плати адвоката. Његова бивша девојка, Сека, пошаље му новацу затвор, али он не жели да прими новац од ње. Жића покушава да преживи и прехрани породицу. Иде на пословни разговор везан за запослење у школској библиотеци. Међутим, упркос његовом великом ентузијазму за тај посао испостави се да је примљена девојка која има много лошије квалификације од Жиће. |                    |        |               |                   |                   |
| 22 | 2                  |        | Филип Чоловић | Владимир Ђурђевић | 9. јануар 2022.   |
| Након неуспеха у покушају да се запосли као библиотекар у школи, Жића оде код Грге, власника ауто отпада. Од Грге очекује да му помогне у преговорима са Тровачем, човеком којег је Жићин пословни ортак Баја претукао и због тога завршио у затвору. Грга каже Жићи да је потребно 12.000 евра и да тако убеде Тровача да не терети Бају на суду. Жића је одлучио да на себе преузме посао адвоката и разрађује стратегију одбране, без обзира на то што никада није похађао Правни факултет. Жића је прикупио сву своју уштеђевину како би платио Тровача да повуче исказ, али никако не може да обезбеди потребну своту. |                    |        |               |                   |                   |
| 23 | 3                  |        | Филип Чоловић | Владимир Ђурђевић | 15. јануар 2022.  |
| Баја је изашао из затвора у којем је био јер је претукао преваранта, Тровача. Заједно са Жићом, Баја покушава да пронађе одговарајуће возило за њихов посао камионџија. Да би дошли до мотора за њихов стари камион прихвате посао да превозе говеда из Новог Пазара. Жића је алергичан на говеда и у Нови Пазар оду Баја и Грга Мурињо, власник ауто отпада. Говеда преузму од Меше, чији син, Сеад, није посебно мотивисан да остане као роштиљџија у Новом Пазару, већ жели да оде у Београд и пријави се на пријемни испит на Академији. |                    |        |               |                   |                   |
| 24 | 4                  |        | Филип Чоловић | Владимир Ђурђевић | 16. јануар 2022.  |
| Грча је напустио супругу Милицу и дошао да живи са ћерком Даром и зетом Жићом, и њихово петоро деце. Лаковерни Грча прихвати понуду сумњивог бизнисмена који га обрлати да уложи 30.000 евра у производњу боровница. Као залог за кредит да своју кућу и брзо добије новац у банци. Грча се нада великој заради. Са новим мотором уграђеним у њихов стари камион, Баја и Жића добију финансијски изузетно повољну понуду да превозу опасан товар - експлозив за каменолом. Жића је престрашен кад схвати шта морају да превезу. |                    |        |               |                   |                   |
| 25 | 5                  |        | Филип Чоловић | Владимир Ђурђевић | 22. јануар 2022.  |
| Баја и Жића су камионом превезли експлoзив и после тога су стекли велико самопоуздање. У кафани њих двојица сретну Силвану, која је била у Београду, сада тражи запослење. Баја јој пронађе посао, уз помоћ пријатељице Зоке. С друге стране, Зока предложи Баји да се пресели код ње, што он после краћег размишљања и прихвати. Између Баје и Зоке се брзо развија блискост. Силвана добије посао келнерице у локалној кафани, а има и други проблем - прогања је бивши момак. Прве вечери на послу, Силвана се физички не осећа добро, па не може да ради као келнерица. |                    |        |               |                   |                   |
| 26 | 6                  |        | Филип Чоловић | Владимир Ђурђевић | 23. јануар 2022.  |
| Жићин таст Грча нашао се у великим проблемима. Узео је кредит у банци и уложио га у сумњив посао с трговином воћем. Грчу су преварили пословни партнери и будући да нема новца да плати рате у банци прети му губитак куће коју је улжио као хипотеку. Да би га спасао од потпуне пропасти, Жића се одлучи да му помогне тако што ће се пријавити на квиз "Потера". Заједно са децом и Грчом, Жића се детаљно припрема за учешће у квизу. На снимању квиза, Жића се размеће својом поезијом и неће да призна да ради као камионџија. |                    |        |               |                   |                   |
| 27 | 7                  |        | Филип Чоловић | Владимир Ђурђевић | 29. јануар 2022.  |
| Жићи и Баји све боље иде посао. Као камионџије имају доста ангажмана, али поред превоза робе морају да решавају и друге проблеме. За Реџу превозе секундарне сировине за отпад који држи Грга Мурињо. У њиховом камиону сакрије се Авдика, Реџина ћерка. Она од Жиће и Баје тражи да је превезу до села у којем живи Зоран, њена велика љубав. Авдика не жели да се уда за Шабана, којем ју је наменио Реџа. Пред Бајом и Жићом је велика дилема - да ли да превезу Авдику до Зорана или да је врате кући да не би себи правили додатне проблеме. |                    |        |               |                   |                   |
| 28 | 8                  |        | Филип Чоловић | Владимир Ђурђевић | 30. јануар 2022.  |
| Жићин таст, Грча, направио је велике проблеме својој породици. Узео је кредит у банци и уложио га у сумњив посао с трговином воћем. Кад је Грчи пропао посао запретио му је губитак куће коју је уложио као хипотеку. Да би сачувао кућу - Жића пронађе решење тако што ће да узме од банке нови кредит. Очекује боље дане за себе и породицу јер се појавио нови послодавац, Лазар Шегрт, који обећава добре плате. Поред Баје и Жиће, у истој фирми за посао се пријавила и Жићина супруга, Дара, али непосредно пред одлазак на разговор код послодавца она се озбиљно повреди док је играла фудбал. |                    |        |               |                   |                   |
| 29 | 9                  |        | Филип Чоловић | Владимир Ђурђевић | 5. фебруар 2022.  |
| Грга Мурињо има проблем са отпадом који држи. Нема право на земљиште на којем се налази отпад, а прете му извршитељи који парцелу на којој је отпад желе да продају на аукцију. Баја одведе Гргу у банку да Грга узме инвестициони кредит. У банци неће да му дају кредит, јер Грга не може да га подигне, будући да нема шта да понуди за хипотеку. Баја захваљујући свом шарму и чињеници да је његова дружбеница, Зока, сестра банкарске службенице, ипак некако успе да обезбеди могућност да Грга подигне кредит. |                    |        |               |                   |                   |
| 30 | 10                 |        | Филип Чоловић | Владимир Ђурђевић | 6. фебруар 2022.  |
| Грча, Жића и његова деца успеју да одбране своју кућу од извршетеља који су дошли да им попишу имовину. С друге стране, Грга Мурињо из непознатог разлога није добио кредит у банци, па је одлучио да се обрати Тровачу, преваранту којег је Баја претукао пре извесног времена и због тога био у затвору. Пред Бајом и Жићом је и дилема како да помогну Авдики коју отац, Реџа, жели да прода Шабану. Авдика је, међутим, заљубљена у Зорана и да би откупио њену слободу, Баја је спреман да плати колико је потребно. |                    |        |               |                   |                   |
| 31 | 11                 |        | Филип Чоловић | Владимир Ђурђевић | 12. фебруар 2022. |
| Бизнисмен Лазар Шегрт има пуно пословних амбиција везаних за отварање рудника. Рачуна да ће доћи до одговарајућег земљишта тако што ће да преузме парцелу на којој Грга Мурињо држи свој отпад. Шегрт је успео да блокира Гргино узимање кредита у банци, када је Грга покушао на тај начин да сачува земљиште на којем је отпад. Дара ради код Шегрта и одлично се сналази на новом послу. Дарин муж, Жића, заједно са партнером Бајом преузме превоз робе камионом од атрактивне пословне жене Мире. Међутим, на путу их заустави полиција, а Баја и Жића нису сугурни у то шта заправо превозе. |                    |        |               |                   |                   |
| 32 | 12                 |        | Филип Чоловић | Владимир Ђурђевић | 13. фебруар 2022. |
| Баја је званично започео емотивну везу са конобарицом Зоком, код које живи већ неко време. Баја и Зока су дошли код Жићине породице у којој влада посебна узрујаност. Жића се, наиме, припрема за одлазак на књижевно вече на којем ће бити одржана промоција његове књиге поезије - "Стихови на точковима". Промоција је добро протекла, али Жића није задовољан скромном продајом књиге. Да би успео да спаси Гргу Муриња од извршитеља који су се окомили на њега, Баја се нађе са пријатељем из затвора, Петопарцем, чије су му џепарошке вештине неопходне за спас од невоља. Након тога Баја се помоћу Петопарца свети Тровачу тако што му узима 30000 евра. Одржава се лицитација Грчине викендице, и када изгледа да је све изгубљено, долази до неочекиваног обрта. |                    |        |               |                   |                   |